# Война Высших
Война Высших (исп. Guerra de los Supremos) — гражданская война в республике Новая Гранада (современная Колумбия) в 1839—1842 г.г. Конфликт получил название из-за того, что противники центрального правительства объявили себя «высшими руководителями» (исп. jefes supremos) на подконтрольных им территориях.

## Начало конфликта
В мае 1839 года Конгресс страны принял закон о закрытии четырёх мелких монастырей (в каждом из которых было менее 8 человек) в провинции Пасто на юге страны и о продаже их собственности с последующим перераспределением вырученных средств на развитие системы просвещения в провинции. Местные клерикалы воспротивились этому и при поддержке религиозного населения в июне 1839 года подняли восстание. Для его подавления правительство двинуло в мятежную провинцию войска под командованием генерала Эррана.
Одной из ключевых фигур в Пасто был герой войны за независимость генерал Обандо. Не желая ввязываться в политику, он с началом восстания уехал в Боготу. Однако когда 31 августа генерал Эрран разбил повстанцев под Буэсако, то в плен попал Хосе Эрасо — бывший подчинённый Обандо, который на допросе заявил, что именно Обандо организовал в 1830 году убийство Сукре. На основе этих показаний суд Пасто выдал ордер на арест Обандо.
Дело выглядело явно политическим, так как Обандо был главным оппозиционным кандидатом на грядущих президентских выборах. Обандо отправился из Боготы в Пасто, заявив, что намерен там очистить своё имя от наветов.

## Ход событий
В июле 1840 года Обандо поднял в Пасто восстание против центрального правительства. Не надеясь на собственные силы, правительство Новой Гранады обратилось за помощью в подавлении восстания к соседнему Эквадору, пообещав за это передать Эквадору часть территории. Президент Эквадора Хуан Хосе Флорес согласился предоставить помощь, так как, помимо всего прочего, Обандо призвал к восстановлению Великой Колумбии в старых границах (включая Эквадор).
Лидеры большинства провинций страны обрушились на центральное правительство с критикой соглашения с Эквадором. Один за другим они начали объявлять свои провинции независимыми государствами, а себя — «высшими руководителями» (исп. jefes supremos) этих территорий. К восстанию Обандо примкнули: Висенте Ванегас (провинция Велес), Хосе Мария Весга Сантофимио (провинция Марикита), Хосе Мария Тадео Галиндо (провинция Амбалема), Мануэль Гонсалес (провинция Сокорро), Хуан Хосе Рейес Патриа (провинции Тунха и Касанаре), Сальвадор Кордоба (провинция Антьокия), Франсиско Хавьер Кармона (провинция Сьенага), Сантьяго Мариньо (провинция Санта-Марта), Хуан Антонио Гутьеррес де Пиньерес (провинция Момпос), Томас де Эррера (провинция Панама), создавший независимое Государство Перешейка. «Высшие» контролировали 12 из 20 провинций страны полностью, и ещё четыре — частично. В связи с тем, что почти все правительственные силы находились на юге, Богота была беззащитной.
Объединённые силы Эррана и Флореса 29 сентября 1840 года разбили Обандо, однако в тот же день Рейес Патриа и Мануэль Гонсалес разбили единственную подконтрольную правительству воинскую часть в центральной части страны в Ла-Полония, недалеко от Сокорро. Эта победа повысила авторитет революционных сил, ряды которых пополнились. Гонсалес провозгласил себя верховным главой независимого государства, образованного бывшими провинциями Сокорро, Тунха, Памплона, Велес и Касанаре, и отправился со своей армией на взятие Боготы. Президент Маркес покинул столицу, оставив вместо себя вице-президента Кайседо. Гонсалес отклонил все предложения компромисса. Он захватил бы неохраняемую Боготу, если бы генерал Хуан Хосе Нейра, отличившийся в войне за независимость, не сплотил граждан и правительственные силы и не победил Гонсалеса в битве при Буэнависта (или Ла-Кулебрера) в октябре. Нейра был тяжело ранен в бою и через несколько месяцев скончался от ран. Эта неожиданная победа позволила вернуться президенту Маркесу.
22 ноября повстанцы начали новое наступление на столицу. Губернатор столичной провинции объявил военное положение, а глава гарнизона генерал Франсиско Урданета мобилизовал все доступные силы для обороны города. Правительственным силам удалось продержаться до подхода с юга армии Эррана, и повстанцы отступили на север.
Весной 1841 года истекли президентские полномочия Маркеса, и новым президентом был избран генерал Педро Эрран, однако в связи с занятостью на фронте он не мог приступить к своим обязанностям, поэтому и. о. президента оставался вице-президент Кайседо. Правительственные силы были реорганизованы в четыре дивизии, которые приступили к операциям в своих секторах. 3 ноября 1841 года Обандо после нескольких проигранных сражений с войсками под командованием генерала Томаса Сиприано де Москера был вынужден бежать в Перу. Картахена и Риоаче, видя падение важных фронтов, признали центральное правительство. Продолжала сопротивляться только Санта-Марта. Национальное правительство попросило англичан вмешаться в поддержку центрального правительства, в обмен на это было снято изменение смертной казни с нескольких осужденных, выбранных англичанами. Полномочного министра Роберта Стюарта, который уже связался с лидерами Санта-Марты, попросили выступить посредником с президентом Эрраном, чтобы положить конец войне. «Высшие» пошла на переговоры с центральным правительством. 29 января 1842 года война закончилась, затем Эрран двинулся в сторону Момпоса, куда вошел 9 февраля, а затем отправился в Ситионуэво, где 19 февраля 1842 года была объявлена всеобщая амнистия.

## Результаты
После войны президент Эрран внёс изменения в Конституцию 1832 года, чтобы более не допустить ситуации, сделавшей возможной войну. После войны более четко определились партии: федералисты-либералы и централисты-консерваторы. Тогда как либералы призывали к отделению государства от католической религии и образованию светского государства, консерваторы выступали против этого и призывали к католическому конфессиональному государству.